# Glomerella graminicola
Glomerella graminicola är en svampart som beskrevs av D.J. Politis 1975. Glomerella graminicola ingår i släktet Glomerella och familjen Glomerellaceae.  Arten är reproducerande i Sverige. Inga underarter finns listade i Catalogue of Life.